# Freisprechung

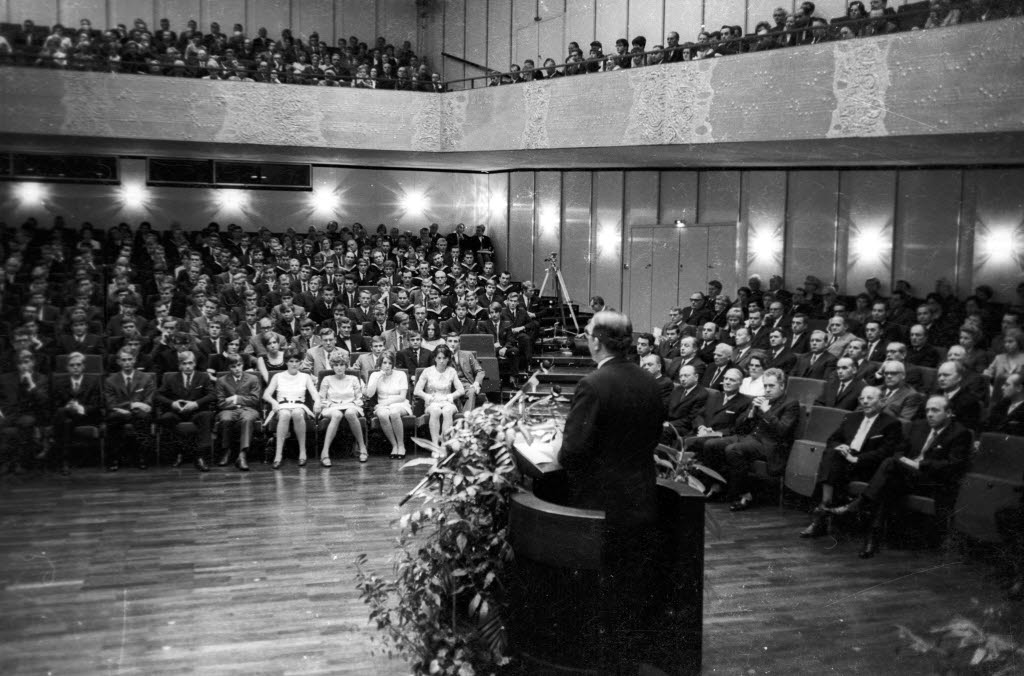
Freisprechungsfeier der Industrie- und Handelskammer im Konzertsaal am Kieler Schloss (1968)

Freisprechung oder Lossprechung nennt man den Abschluss der Ausbildungszeit eines Auszubildenden in einem Handwerksberuf. Die Auszubildenden erhalten nach erfolgreicher Prüfung ihre Gesellenbriefe bzw. ihre Facharbeiterbriefe
Oft findet dies im Rahmen einer Feier statt.